# Kayemor
Kayemor (parfois Kayemore ou Kaymor) est une localité du Sénégal, située dans le sud du Sine-Saloum, à environ 50 km de Kaolack et à proximité de la frontière avec la Gambie. Elle fait partie de la communauté rurale de Kayemor, dans l'arrondissement de Médina Sabakh, le département de Nioro du Rip et la région de Kaolack.
C'est un village sérère cité par Léopold Sédar Senghor dans l'un de ses poèmes, une mention qui lui a valu une certaine notoriété.

## Géographie
Les localités les plus proches sont Dialo Kouna, Keur Ali Diangou, Tiennpol, Tjisse Kaymor, Sotokoye, Touba et Garan.

### Population
Lors du dernier recensement, Kayemor comptait 1 794 personnes et 168 ménages.